# Utopians
Utopians, anche noto col titolo Tung lau hap woo, è un film del 2015 diretto da Scud.
Presentato in anteprima mondiale il 31 ottobre 2015 al New Directors Film Festival in Giappone, il film esplora diversi temi tradizionalmente considerati "tabù" nella società di Hong Kong e presenta diverse scene con nudi maschili frontali. È il sesto di sette film distribuiti pubblicamente da Scud. Gli altri sei film sono: City Without Baseball nel 2008, Permanent Residence nel 2009, Amphetamine nel 2010, Love Actually... Sucks! nel 2011, Voyage nel 2013 e Thirty Years of Adonis (che presenta filmati di Utopians) nel 2017. L'ottavo film, Apostles, è stato realizzato nel 2022, così come il nono, Bodyshop, ma nessuno dei due è ancora stato distribuito. Il decimo e ultimo film, Naked Nations: Hong Kong Tribe, è attualmente in produzione.

## Trama
Il giovane studente Hins Gao si ritrova inaspettatamente attratto dal suo professore di filosofia, Antonio Ming.

## Produzione
Il regista del film ha affermato di aver tratto ispirazione per il film dagli scritti di Platone e dalla cultura dell'antica Grecia, che egli descrive come la "migliore epoca dell'umanità" in cui essere gay era mainstream, e che "il sogno di una vita utopica" è quella in cui l'educazione "serve a rafforzare l'amore invece di proibirlo".

## Censura
Solamente nella versione integrale del film (quella distribuita ad Hong Kong e in Giappone e non a Taiwan) è presente la scena completa dove il protagonista, interpretato dall'attore Adonis He Fei, viene mostrato completamente nudo mentre si masturba ed eiacula. A causa della timidezza dell'attore, per girare questa breve scena He Fei ha impiegato 2 ore di tempo.